# Las Humedades, Zirándaro
Las Humedades är en ort i Mexiko.   Den ligger i kommunen Zirándaro och delstaten Guerrero, i den södra delen av landet, 250 km väster om huvudstaden Mexico City. Las Humedades ligger 320 meter över havet och antalet invånare är 172.
Terrängen runt Las Humedades är kuperad. Runt Las Humedades är det glesbefolkat, med 11 invånare per kvadratkilometer. Närmaste större samhälle är La Quetzería, 8,8 km norr om Las Humedades. I omgivningarna runt Las Humedades växer huvudsakligen savannskog.